# YELLOW (立野真琴の漫画)
『YELLOW』（イエロー）は、立野真琴による日本の漫画作品。『MAGAZINE BE×BOY』（ビブロス､現在はリブレ出版）にて、2001年から2005年にかけて連載された。単行本は全4巻。ドイツやアメリカ合衆国でも翻訳されている。また、上下巻の完全版がB's-LOVEY COMICSから2007年に発売された。現在は『YELLOW/R』（「R」はReturnあるいはR-18の意）としてエンターブレインの携帯サイト『460読み放題!BL』にて前シリーズラストから2年後を描いた続編が配信され、その後、後半部分が『B's LOVEY 渇望』に3回にわたって連載された。この続編の方は全2巻。
ドラマCD化され、ゴウを石川英郎が、タキを櫻井孝宏が演じた。

## 概要
青は「進め」 赤は「止まれ」 黄色は「危険」 危険を承知で進むなら進め
「ROOST」というカフェを拠点に、裏社会で横取り屋を営業している22歳のゴウとタキ。腕っ節が強く、錠前破りを得意とするゴウは、バリバリのゲイ。一方、機械に強く、体術や射撃を得意とするタキは、ガチガチのヘテロだった。
発信機がついた一対のピアスをそれぞれ片耳につけ、常に危険な仕事をこなす2人の男の物語。

## 主な登場人物
年齢は第1部時。
ゴウ
22歳。身長184cm、体重72kg。血液型はO型。「横取り屋」の片割れ。腕っ節が強く、運動神経も良い。特技は錠前破り。バリバリのゲイで、好みは18歳以下の華奢でかわいい男。
煙草はラッキーストライクを吸う。肉料理とコロナビールが好き。ピアスは右耳。
かつてケイ（後述）と組んで横取り屋をやっていたが、ある日売り上げを手に逃げられてしまった。
恋愛にはまるタイプで、恋仲だったケイに逃げられた後、タキと出会う。ケイに逃げられた際、公私ともにパートナーでは失ったときが辛いと学んだため、あまり好みのタイプではないタキは仕事のパートナーとしては好都合だと思っていたが、彼と仕事を重ねるうちに誰よりも大切な存在へ変化。
かつて恋愛関係になった男の中には今はヤクザの愛人のような位置に収まっている者もいる。また、好みのゲイたちにも受けがいいので、彼らのネットワークを借りた情報収集をしたりもする。
幼い頃、母親とともに変わり者ばかりのコミューンで暮らすが、「母」であるより「女」であることを選んだ母親は、彼を置いてコミューンのメンバーの1人と失踪。以降、残ったコミューンのメンバーが親代わりだった。得意の錠前破りやマジックはその頃覚えたもの。コミューンにいたスタントマンに教わったテクニックで危機を脱したこともある。
サンドフィッシュの一件が終わったあと、マジックの師匠の手を借りてタキと共に「ハネムーン」と称して海外逃亡。約2年の間海外を放浪し帰国する。なお、このハネムーンに使った豪華客船の船長は、彼の育ての親の一人だった。
タキ
22歳。身長182cm、体重70kg。血液型はA型。「横取り屋」の片割れ。体術、射撃を得意とし、パソコンなどの機械にも強い。ゴウとは違い、ガチガチのヘテロ。角鹿の紹介でゴウと出会う。
煙草はマルボロを吸う。魚料理とジンが好き。ピアスは左耳。
酒類に詳しく、バーテンダーの経験もある。容姿が整っているため、道を歩けば女が勝手に寄ってくる。
幼い頃に両親を失い、両親の知人であった殺し屋・サンドフィッシュと数年間暮らした過去がある。16歳の時、育ての親ともいえるその2人が何の躊躇いもなく人を殺すところを見てしまい、飛び出した。以降、街を放浪しては通りかかった女性に拾われる生活を続ける。
ゴウとは対照的に女受けがいいので、ホステスや水商売の女たちから情報を収集してくることもある。
かつて、育ての親の1人から向けられた愛情に恐怖を覚えたため、基本的に男を恋愛対象として見ないが、ゴウと出会ったことで少しずつ変わり始め、女好きは相変わらずだが、男はゴウ限定。
タキが育ての親のもとを飛び出すきっかけになったサンドフィッシュによる殺害現場で、殺された女性は角鹿の妻であり、彼が海に突き落とした少女はその娘だったことが後に判明する。
第2部スタート時は、廃業していた横取り屋復活にあまり乗り気ではなかったが、カンジや鳩崎との再会を経て、鳩崎から持ち込まれた依頼を成功させたら「ROOST」の2階に戻る決意をする。
角鹿（つぬが）
38歳。カフェ「ROOST」のマスター。元刑事で、サンドフィッシュをしつこく追ったため、家族を失った過去がある。
カフェにはウエイトレスとして、「みみ」という娘を置いているが、彼女は裏事情を知らない。のちに、ある横取り依頼の関係者である高校生・カンジをウエイターとして雇う。
ゴウとタキに、店の2階にある居住エリアを貸し、依頼情報が書き込まれたBBSへのパスワードを書いたメモを彼らに渡すことで、麻薬類の横取り依頼を連絡する。その依頼の中には警察（警視庁）からの物が含まれている。また、彼らが身に着けるピアスの発信機からの情報は、彼のパソコンで見ることができるようだ。
タキにサンドフィッシュのカードが送られてきてから、家族の仇を取ろうと密かに動き始める。カツロウの采配で娘・真理と再会した後は、店をみみとカンジに任せて、娘と2人、田舎で静かに暮らす道を選び、みみとカンジのみに近況を伝えていた模様。
2年後、鳩崎の依頼で横取り屋を再開した2人に「再会を期待する」という内容の手紙を送ったが、同時期にとあるヤクザの隠しヘロインを横取りした一件から警察内部の内通者を持つヤクザに2人の存在が発覚したため、みみとカンジが守り続けてきた「ROOST」が襲撃されてしまい、再会は叶わなかった。
鳩崎（はとざき）
下の名前は不明。34歳。警視庁キャリアの刑事（2年後には警部補に昇進）。角鹿は元同僚で、彼を通してゴウ達に捜査情報を流したり、横取り依頼をしたりしている。ユキヤという年の離れた弟がいる。
内通者によって2人の存在がヤクザにバレたため、別名義のパスポートを用意したうえで、港の倉庫前に呼び出された2人を、ペイント弾を用いたライフルで影から狙撃して海へ落とし、死亡に見せかける芝居を打つ羽目になった。
ケイ
21歳。身長175cm、体重63kg。血液型はB型。ゴウの相棒だったが、仕事料を全て持ち出し、別の男に走った。殺し屋・サンドフィッシュと共に行動していたが、ゴウとタキの絆の強さに当てられたのか、ミズキが連れていた犬と共に夜逃げ同然の脱走を果たし、縁を切った。
ミズキ
年齢不詳。身長172cm、体重58kg。血液型はO型。殺し屋・サンドフィッシュの片割れ。サンドフィッシュは犯行予告として、トカゲが2匹描かれたカードを、対象か対象の最も近くにいる者に送りつける。
6年前（タキを連れていた頃）は男性だったが、タキを愛するあまりに抱こうとして拒絶されたのがきっかけで、海外逃亡中に性転換手術を受けた。
細い体躯だが、ライフルを軽々と扱う。殺し屋の顔を見せないときは優しい。いろいろな感情が欠落しているが、タキへの思いだけは純粋。
カツロウ
年齢不詳。身長182cm、体重76kg。血液型はB型。殺し屋・サンドフィッシュの片割れ。ミズキとは高校の同級生。
タキに角鹿の妻を殺害した現場を見られ、「残された娘を殺して生きるか、自分が死ぬか」の決断を迫った。後に、海に突き落とされたその娘が記憶を失った状態で生きていることを知り、密かに携帯でメールをやりとりする。ただし、打つのはケイやミズキが苛立つほど遅い。
このメールのやりとりと彼女と実際に顔を何度か合わせたことで、タキを囮にサンドフィッシュと対峙する道を選んだ角鹿と娘の再会を演出することになる。

## ドラマCD
ビブロス版第1巻をドラマCD化。2003年5月発売。
キャスト
ゴウ - 石川英郎
タキ - 櫻井孝宏
マスター - 松本保典
鳩崎 - 千葉一伸
パール - 宮田幸季
ユキヤ - 岸尾大輔
他

## 書誌情報
YELLOW
1. （2002年11月5日） ISBN 978-4-8352-1389-7
2. （2003年7月10日） ISBN 978-4-8352-1472-6
3. （2004年4月10日） ISBN 978-4-8352-1577-8
4. （2004年10月9日） ISBN 978-4-8352-1661-4

完全版 上 （2007年2月27日） ISBN 978-4-7577-3365-7
完全版 下 （2007年2月27日） ISBN 978-4-7577-3366-4
YELLOW/R
1. （2011年4月13日） ISBN 978-4-04-727191-3
2. （2014年1月14日） ISBN 978-4-04-729382-3